# Psyllaephagus hyperboreus
Psyllaephagus hyperboreus är en stekelart som beskrevs av Trjapitzin 1986. Psyllaephagus hyperboreus ingår i släktet Psyllaephagus och familjen sköldlussteklar.
Artens utbredningsområde är Finland. Inga underarter finns listade i Catalogue of Life.